# Lake Harris
Lake Harris är en sjö i Australien. Den ligger i delstaten South Australia, omkring 530 kilometer nordväst om delstatshuvudstaden Adelaide. Lake Harris ligger 125 meter över havet. Arean är 153 kvadratkilometer. Den sträcker sig 23,3 kilometer i nord-sydlig riktning, och 21,7 kilometer i öst-västlig riktning.
Omgivningarna runt Lake Harris är i huvudsak ett öppet busklandskap. Trakten runt Lake Harris är nära nog obefolkad, med mindre än två invånare per kvadratkilometer. Genomsnittlig årsnederbörd är 206 millimeter. Den regnigaste månaden är maj, med i genomsnitt 38 mm nederbörd, och den torraste är september, med 6 mm nederbörd.